# زنبق ارغوانی‌برگ
زنبق ارغوانی‌برگ (نام علمی: Iris purpureobractea) نام یک گونه از سرده زنبق است.